# VK Jadran Split
VK Jadran Split ist ein kroatischer Wasserballverein aus der Stadt Split. Es ist einer von drei Vereinen aus Split, die in der ersten Liga spielen.
Anders als bei den beiden anderen Spliter Vereinen spielt man hier in einer eigenen Schwimmhalle im Stadtteil „Zvončacu“.

## Geschichte
Der Verein „Jadran“ ist einer der bekanntesten kroatischen Vereine auch unter anderem, weil man zwei europäische Titel erringen konnte. Durch die Jahre hinweg änderte man mehrmals seinen Namen, so war man auch unter Baluni, Hajduk, Jadran Koteks oder Jadran Slobodna Dalmacija aktiv.

## Erfolge
Der Verein wurde mehrmals Landesmeister und holte auch drei europäische Titel.
- Meister Königreich SKS: 1923, 1939
- Meister Jugoslawien: 1946, 1947, 1948, 1953, 1957, 1960, 1991

- Euroliga: 1992, 1993
- COMEN kup: 1996

## Bekannte Spieler
- Miro Mihovilović, bester Tormann bei den Olympischen Spielen 1936

## Vanjske poveznice
- http://www.inet.hr/~dmuzic/jadran.htm Vereinsseiten (kroatisch)
- Slobodna Dalmacija 80. Jahrestag (Artikel in der "Slobodna Dalmacija")
- Vjesnik Wasserball (PDF-Datei; 84 kB)